# Лука Коларовић
Лука Коларовић (Сремски Карловци, 1. новембар 1925 – Нови Сад, 29. децембар 2008) био је југословенски и српски хирург, члан Aкадемије медицинских наука Српског лекарског друштва од 1976. и професор Медицинског факултета Универзитета у Новом Саду.

## Биографија
Рођен је 1. новембра 1925. године у Сремским Карловцима, од оца Бошка и мајке Јованке, у породици земљорадника и виноградара. Школовање је започео у родном месту, a према препоруци учитеља, након завршеног четвртог разреда основне школе уписао је надалеко чувену Карловачку гимназију. С успехом је похађао ову класичну гимназију док га догађаји у Другом светском рату нису приморали да напусти школовање. Као ученикa шестог разреда гимназије 1942. године ухапсиле су га усташе током наставе. Заједно са школским друговима одведен је из школе, а међу ухапшенима је касније пронашао и свога оца Бошка. Читава група Карловчана је наредног дана одведена у затвор у Сремској Митровици, одакле су у терентим вагонима транспортовани у злогласни концентрациони логор Јасеновац. У Јасеновцу је провео неколико месеци, након чега је заједно с малобројним преживелим Карловчанима ослобођен под недовољно разјашњеним околностима. Према сопственим речима, био је на корак од смрти, у реду за стрељање, везан жицом за ручни зглоб другог затвореника, када су у логор упали немачки СС војници с наређењем да се Карловчани пусте на слободу. Одмах је одвезан, изведен из реда и заједно с осталим суграђанима ослобођен. Успео је да као бивши логораш, исцрпљен, без хране, одеће и обуће, превали дуг, опасан и напоран пут од Јасеновца до Сремских Карловаца, кроз територију Независне државе Хрватске, у атмосфери непријатељства и страха. Преживљене страхоте и физички напор толико су изменили овог седамнаестогодишњака, да га по повратку кући мајка није препознала. Након опоравка, више није похађао гимназију, али је учио код куће и припремао испите за приватно полагање преосталих разреда и матуре. Све потребне испите и матуру успешно је положио за време Другог светског рата у гиманзији у Сремским (тада Хрватским) Карловцима, пред строгом и неблагонаклоном комисијом професора Независне државе Хрватске. Након полагања матуре, због честих упада усташке војске и полиције, напустио је Карловце заједно с оцем и отишао у Земун, који је био под управом немачке војске. У Земуну су се обојица запослила у фабрици авиона „Икарус“ и тамо провела наредне две године. Од 1944. сарађивао је с партизанима. Током Народноослободилачке борбе углавном је био активан као курир који је одржавао везу с Васом Стајићем, с којим се породица Коларовић касније и спријатељила. Учествовао је као партизан у борбама за ослобођење земље, да би га крај рата затекао у Марибору. По завршетку рата је од 1945. до 1947. служио редован војни рок. Демобилисан је у јесен 1947. године.
Одмах по демобилисању уписао је Медицински факултет Свеучилишта у Загребу. Након одслушане треће године студија, на сопствени захтев прешао је на Медицински факултет Универзитета у Београду, на којем је дипломирао 1953. године. Током студија активно се бавио спортом и био члан мушког одбојкашког тима у Сремским Карловцима, који се такмичио у Војвођанској лиги. Љубав према спорту касније је пренео и на професионални план – био је ангажован у својству лекара у спортским друштвима и клубовима. Као лекар, био је члан олимпијског тима Југославије на летњим Олимпијским играма одржаним 1960. године у Риму. После завршетка Медицинског факултета радио је као лекар опште праксе у Бачком Јарку, Сиригу, Змајеву и Kамендину. Од 1955. године био је запослен на Одељењу грудне хирургије Покрајинске болнице за туберкулозу у Новом Саду, а од 1960. у Институту за туберкулозу и плућне болести у Сремској Kаменици. Специјализирао је грудну хирургију на Војномедицинској академији у Београду код проф. др Изидора Папа. Специјалистички испит из грудне хирургије положио је 1963. године у Београду. Звање примаријуса стекао је 1973. Посебно интересовање показивао је за отворено лечење емпијема плеуре и хируршку рекострукцију бронха. У области грудне хирургије усавршавао се у Југославији у већини центара с развијеном грудном хирургијом, од Београда до Голника у Словенији, а 1976. године провео је шест месеци у Бад Берки, у Демократској Републици Немачкој. На Kлиници за дечју хирургију Института за мајку и дете у Новом Саду био је начелник Одељења грудне хирургије од 1977. године до пензионисања 1990. Директор тог института био је од 1982. до 1984. године. Волео је посао хирурга и био му је истински посвећен. Годинама је предано у слободно време, викендима и током празника обилазио оперисане болеснике. До пензионисања је радио у операционој сали, а једанпут је изјавио да је неколико година након пензионисања и даље сањао како оперише. Од 1981. године до пензионисања био је виши стручни сарадник Медицинског факултета Универзитета у Новом Саду. Учествовао је у извођењу практичне наставе на предмету Хиругија са ратном хирургијом. Био је члан комисије за полагање специјалистичког испита из грудне хирургије и кардиохирургије. Објавио је 102 рада у домаћим и два у међународним часописима, од чега је 14 објављено у часописима индексираним у бази података MEDLINE. Био је редован члан Академије медицинских наука Српског лекарског друштва од њеног оснивања 1976. године. Активно је учествовао у раду стручних удружења. Био је секретар Актива спортских лекара Српског лекарског друштва (1956/57), секретар Пнеумофтизиолошке секције (1964/65), члан Председништва Хируршке секције, члан Председништва подружнице Српског лекарског друштва у Новом Саду и њен председник (1979/80) и члан Председништва Друштва за историју медицине Југославије. Добитник је бројних признања. Одликован је Медаљом заслуга за народ (1945), Орденом заслуга за народ са сребрном звездом (1976), Орденом рада са златном звездом (1979) и Средњом плакетом Југословенске народне армије (1979). Постхумно му је додељена споменица Друштва лекара Војводине Српског лекарског друштва (2008). Као љубитељ ваздухопловства био је члан Аероклуба Нови Сад и чест посетилац аеродрома у Ченеју. Хоби му је био пчеларство. Био је један од оснивача Друштва пчелара „Јован Живановић“ у Новом Саду, а затим и секретар и председник. Препознао је потребу за едукацијом пчелара и применом научних достигнућа у практично пчеларство. У срадањи с Пољопривредним факлултетом у Новом Саду установио је мартовска Саветовања пчелара, веома значајну манифестацију пчеларства у Војводини. 
Као пензионер је био волонтер Црвеног крста у тренуцима када се ова организација суочила с приливом великог броја избеглица с ратних подручја на територији бивше Југославије. Касније је био председник општинске организације Црвеног крста у Сремским Карловцима. Током његовог председничког мандата успостављена је сарадња са Црвеним крстом Исланда, који је значајним финансијским донацијама помогао карловачку организацију. Преминуо је 29. децембра 2008. године у Сремским Карловцима, где је и сахрањен.